# Thorer y Grjotgard Olverson
Thorer y Grjotgard Olverson (m. 1028) fueron dos hermanos vikingos de Noruega en el siglo XI, terratenientes opuestos al gobierno del rey Olaf II el Santo. Ambos eran hijos del bóndi Olve på Egge. Thorer (n. 1010) era el menor y a la edad de 18 años ya estaba bien posicionado y casado en Hedmark, era un hombre rico e influyente y preparado para ser un gran caudillo. En una ocasión invitó al rey y su séquito a un festejo donde Olaf II fue grandemente agasajado, pero en el mismo evento también fue acusado de traición por recibir dinero de Canuto el Grande y favorecer a los daneses en contra de los intereses del rey. El mismo Olaf descubrió de que tenía escondido el anillo real de Canuto, un obsequio como símbolo de amistad que el mismo Thorer no negó que fuese así, y por lo tanto fue condenado a muerte a pesar de la intercesión de Kalv Arnesson que también era padre adoptivo de Thorer. Kalv pidió clemencia por la vida del joven a cambio de un wergeld, pero Olaf II se negó, consumando la ejecución y esa decisión fue muy mal recibida en Oppland, especialmente en Trondheim donde despertó mucho recelo contra la corona. Kalv lamentó profundamente la muerte de su ahijado, pues lo crio desde su más tierna infancia. Grjotgard Olverson (n. 1008), nada más enterarse de la muerte de su hermano menor, no dudó en atacar las posesiones del rey y matar a cuantos se posicionaban a su favor. Entre ataque y ataque se escondía en los bosques y otros lugares secretos. Finalmente fue descubierto y el mismo Olaf II fue a su encuentro, rodeando la casa donde dormía Grjotgard. Al enterarse Grjotgard que el rey estaba en la misma puerta preguntó si escucharía lo que tenía que decir, y el rey aceptó. Sus únicas palabras fueron:
No estoy aquí para pedir clemencia.
Y saliendo de la casa enfurecido, espada en mano, fue directo hacia el rey pero se le cruzó en defensa un hombre del hird real llamado Arnbjorn, que recibió el golpe mortal en su lugar. Grjotgard y muchos de sus seguidores murieron allí mismo, tras el incidente el rey Olaf II regresó a Viken.